# Вабассо-Біч (Флорида)
Вабассо-Біч (англ. Wabasso Beach) — переписна місцевість (CDP) в США, в окрузі Індіан-Рівер штату Флорида. Населення — 2194 особи (2020).

## Географія
Вабассо-Біч розташоване за координатами 27°45′26″ пн. ш. 80°24′1″ зх. д. / 27.75722° пн. ш. 80.40028° зх. д. (27.757100, -80.400154).  За даними Бюро перепису населення США в 2010 році переписна місцевість мала площу 3,19 км², з яких 3,15 км² — суходіл та 0,04 км² — водойми.

## Демографія
Згідно з переписом 2010 року, у переписній місцевості мешкали 1853 особи в 998 домогосподарствах у складі 687 родин. Густота населення становила 581 особа/км².  Було 1522 помешкання (477/км²).
Расовий склад населення:
| - 98,8 % — білих - 0,6 % — азіатів - 0,2 % — чорних або афроамериканців |

До двох чи більше рас належало 0,3 %. Частка іспаномовних становила 1,7 % від усіх жителів.
За віковим діапазоном населення розподілялося таким чином: 5,4 % — особи молодші 18 років, 37,7 % — особи у віці 18—64 років, 56,9 % — особи у віці 65 років та старші. Медіана віку мешканця становила 67,3 року. На 100 осіб жіночої статі у переписній місцевості припадало 88,1 чоловіків;  на 100 жінок у віці від 18 років та старших — 88,7 чоловіків також старших 18 років.
Середній дохід на одне домашнє господарство  становив 94 350 доларів США (медіана — 62 578), а середній дохід на одну сім'ю — 125 312 долари (медіана — 81 693). За межею бідності перебувало 5,0 % осіб, у тому числі 0,0 % дітей у віці до 18 років та 3,7 % осіб у віці 65 років та старших.
Цивільне працевлаштоване населення становило 296 осіб. Основні галузі зайнятості: освіта, охорона здоров'я та соціальна допомога — 21,6 %, науковці, спеціалісти, менеджери — 21,3 %, оптова торгівля — 16,2 %.